# Andy Townsend
Andrew "Andy" David Townsend, född 23 juli 1963 i Maidstone, England, är en irländsk före detta fotbollsspelare.

## Karriär

### Klubblag
Andy Townsend startade sin karriär i Welling United, där han gjorde 105 matcher innan han blev såld till Weymouth 1984 för 13 500 pund. I januari 1985 köptes Townsend av Southampton där han gjorde sin debut mot Aston Villa 20 april 1985, då klubben kvalificerade sig för europaspel. Klubben blev dock, liksom alla engelska lag, avstängd från europacuperna efter katastrofen på Heyselstadion då 39 personer omkom.
Säsongen 1987/88 var Townsend helt ordinarie på Southamptons mittfält och spelade oftast bredvid Jimmy Case och Glenn Cockerill då han gjorde tre mål på 37 ligamatcher. Townsend såldes dock vidare till Norwich City i augusti 1988 där han gjorde debut mot Middlesbrough 3 september. Under hans första säsong i klubben var han med och förde Norwich till en fjärdeplats i ligan och semifinal i FA-cupen. I slutet av säsongen blev han nominerad till årets spelare, en utmärkelse som dock gick till Mark Hughes.
I juli 1990 köptes Townsend av Chelsea där han kom att göra 138 matcher och tolv mål, innan han såldes vidare till Aston Villa. Hos Aston Villa vann han sin första titel då klubben slog Manchester United med 3-1 i finalen av Ligacupen 1994. Två år senare var han lagkapten när Villa återigen vann turneringen, denna gång efter 3-0 mot Leeds United i finalen.
I augusti 1997 gick Townsend till Middlesbrough som han under första säsongen var med och förde upp till Premier League. Väl där så formade han ett starkt mittfält tillsammans med Paul Gascoigne när Middlesbrough slutade på en 11:e plats. Under den efterföljande säsongen hade dock Townsend svårt att ta en plats i laget och såldes därför till West Bromwich Albion i september 1999. Under hans sista säsong gjorde han bara 17 matcher innan en återkommande knäskada gjorde att han tvingades sluta med fotbollen.

### Landslag
Andy Townsend gjorde debut för Irland i en match mot Frankrike 1989. Han var med under VM 1990, där han spelade i Irlands alla fem matcher.
Under VM 1994 var han lagkapten. Irland gick vidare från gruppen (där alla lag slutade på 4 poäng), men åkte ut i åttondelsfinalen mot Nederländerna.

## Meriter
Aston Villa
- Engelska Ligacupen: 1994, 1996